# Militär nedrustning

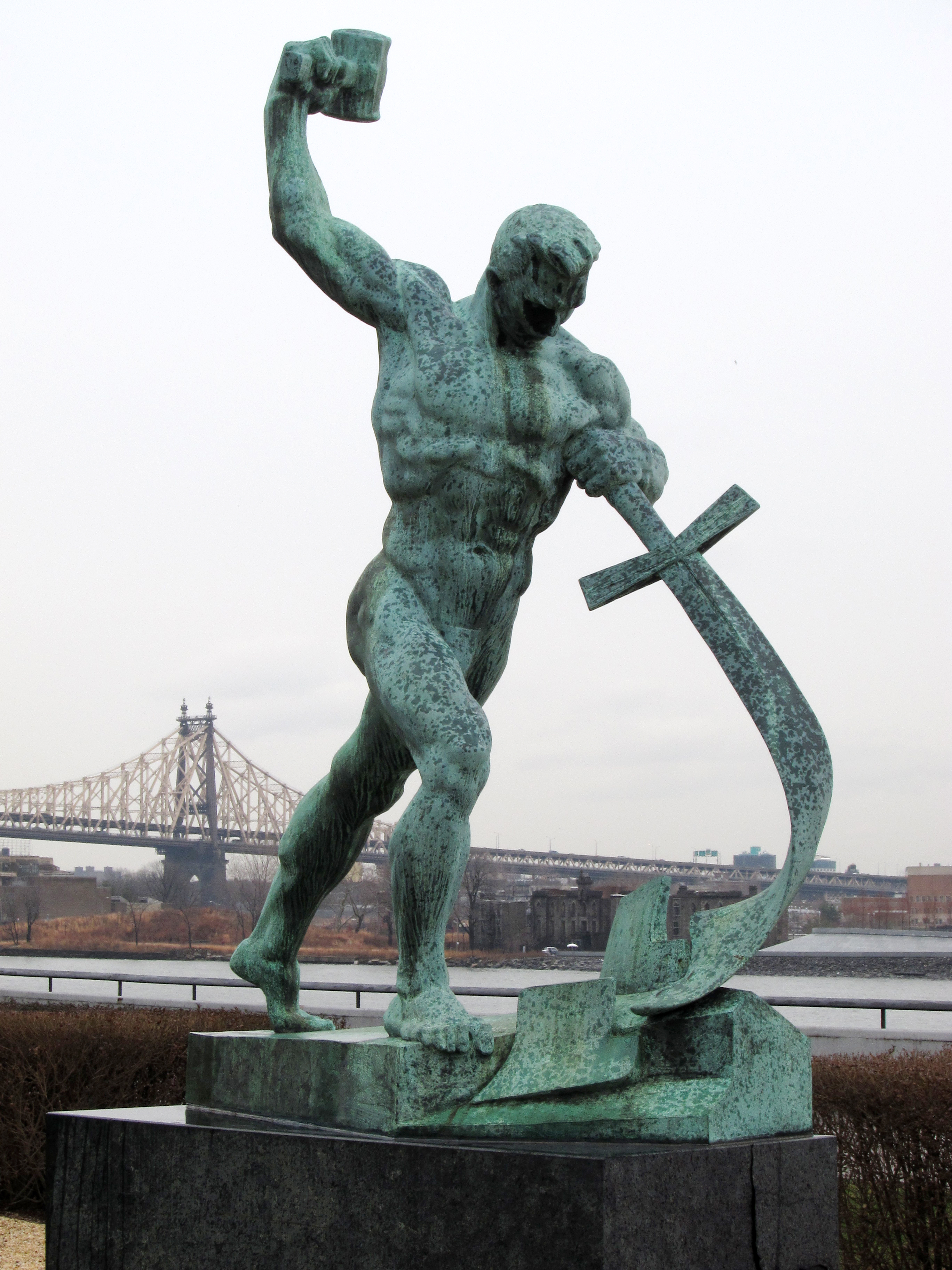
Svärd till plogar utanför Förenta nationernas högkvarter.

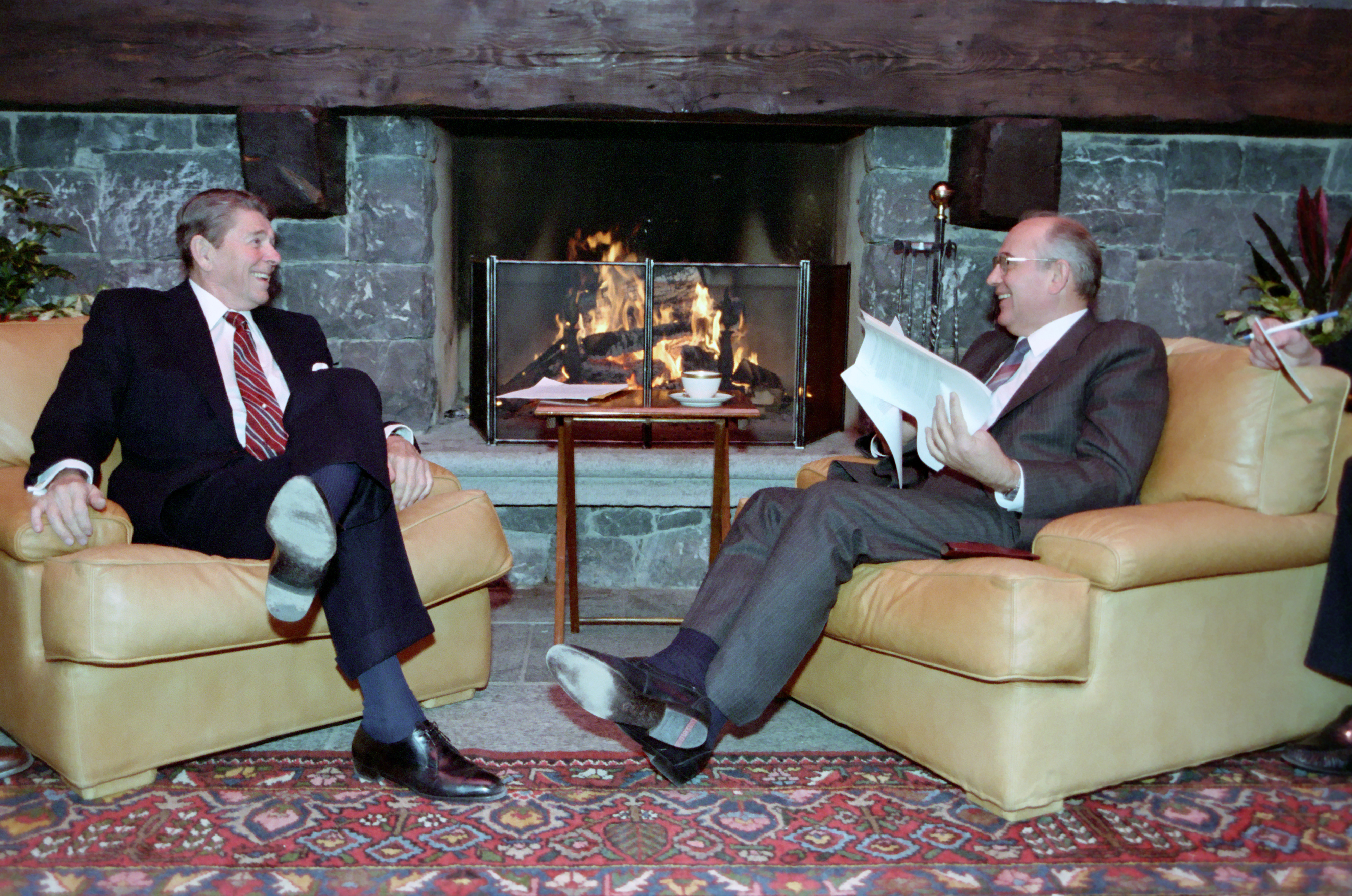
Ronald Reagan (till vänster) och Michail Gorbatjov (till höger) samtalar i Genève, november 1985.

Militär nedrustning är den process som innebär att en stat avvecklar en (avtalad) del av sina militära resurser för att ägna försvarsbudgeten åt annat eller för att upprätthålla fredliga relationer med en annan stat. Efter att Michail Gorbatjov i mars 1985 tillträtt som sovjetisk kommunistledare avslutades kalla kriget senare bland annat genom nedrustning.

## Historik
Militär nedrustning blev efter första världskriget en av huvuduppgifterna för Nationernas förbund (NF). Enda resultatet blev dock ett flottbegränsningsavtal mellan stormakterna 1922. Efter många förslag och omfattande förberedelser samlades slutligen en stor nedrustningskonferens i Genève 1932, som dock efter Tysklands utträde ur NF avslutade sitt arbete utan resultat 1934.
Under den kapprustning och terrorbalans som följde efter andra världskriget restes starka krav på rustningsbegränsningar och 1952 inrättades FN:s nedrustningskommission, som sedan 1958 omfattar samtliga medlemsstater. Åren 1954–1962 pågick nedrustningskonferenser mellan stormaktsblocken med deltagande även av neutrala stater, dock utan framgång på grund av svårigheter att lösa övervakningsfrågan och oenighet om krigspotentialens storlek.
År 1962 inrättades permanenta allmänna nedrustningskonferensen i Genève, och 1963 avtalade stormakterna om förbud mot atmosfäriska kärnvapenprov. Denna överenskommelse utvidgades 1968 med ett avtal om att kärnvapenmakterna inte skulle medverka till att andra länder också får kärnvapen, det så kallade ickespridningsavtalet. Kina och Frankrike ställde sig utanför båda avtalen.
Sedan 1969 har USA och dåvarande Sovjetunionen genom de så kallade SALT-förhandlingarna (Strategic Arms Limitations Talks) arbetat för att hejda utvecklingen och produktionen av strategiska kärnvapen, framför allt de högt utvecklade robotsystemen ABM (luftvärn med robotar) och MIRV (en robot med flera stridsspetsar som kan riktas mot olika mål), och vid Moskvaöverenskommelsen 1972 enades man om begränsningar i den strategiska vapenarsenalen.
SALT II-överenskommelsen från 1979, INF-avtalet från 1987 om avskaffande av medeldistansrobotar och START-överenskommelsen från 1991 medförde för första gången en reell minskning av strategiska missiler. År 2002 avslutade USA ABM-avtalet i syfte att påbörja utvecklingen av ett missilförsvar.
I Vladivostok 1974 utökades avtalet med ytterligare bestämmelser om nedskärningar samt inskränkningar i underjordiska kärnvapenprov. Flera försök att skapa kärnvapenfria zoner i Europa har gjorts, av bland andra president Urho Kekkonen och polacken Adam Rapacki, men utan resultat. Endast Latinamerika och Antarktis är erkända som kärnvapenfria zoner.
Nedrustningskonferensen i Genève, CD, etablerades 1979 och är det enda stående multilaterala förhandlingsforumet för nedrustningsfrågor. I maj 2009 antogs ett arbetsprogram som bland annat har givit nya möjligheter att förhandla om ett avtal om förbud mot framställningen av klyvbart material för vapenändamål (FMCT).
Konventionen om förbud mot biologiska vapen och toxinvapen (BTWC) trädde i kraft 1975 och var det första fördrag som fullständigt förbjuder produktionen av en hel kategori vapen. Alla möten runt konventionen hålls i Genève, bland annat översynskonferenser och årliga expert- och statspartsmöten.
Truppminekonventionen, även kallad Ottawakonventionen, trädde i kraft 1999 och har för närvarande (november 2014) 162 statsparter. Konventionens huvudsyfte är ett förbud mot användning, utveckling, tillverkning, anskaffning, överföring och lagerhållning av truppminor.

### Fotnoter
1. ↑  ”Det hände på 80-talet”. Dagens nyheter. 1 augusti 2011. Arkiverad från originalet den 14 april 2016. https://web.archive.org/web/20160414191757/http://www.dn.se/livsstil/reportage/det-hande-pa-80-talet/. Läst 12 augusti 2016.